# Ewald Rübsamen

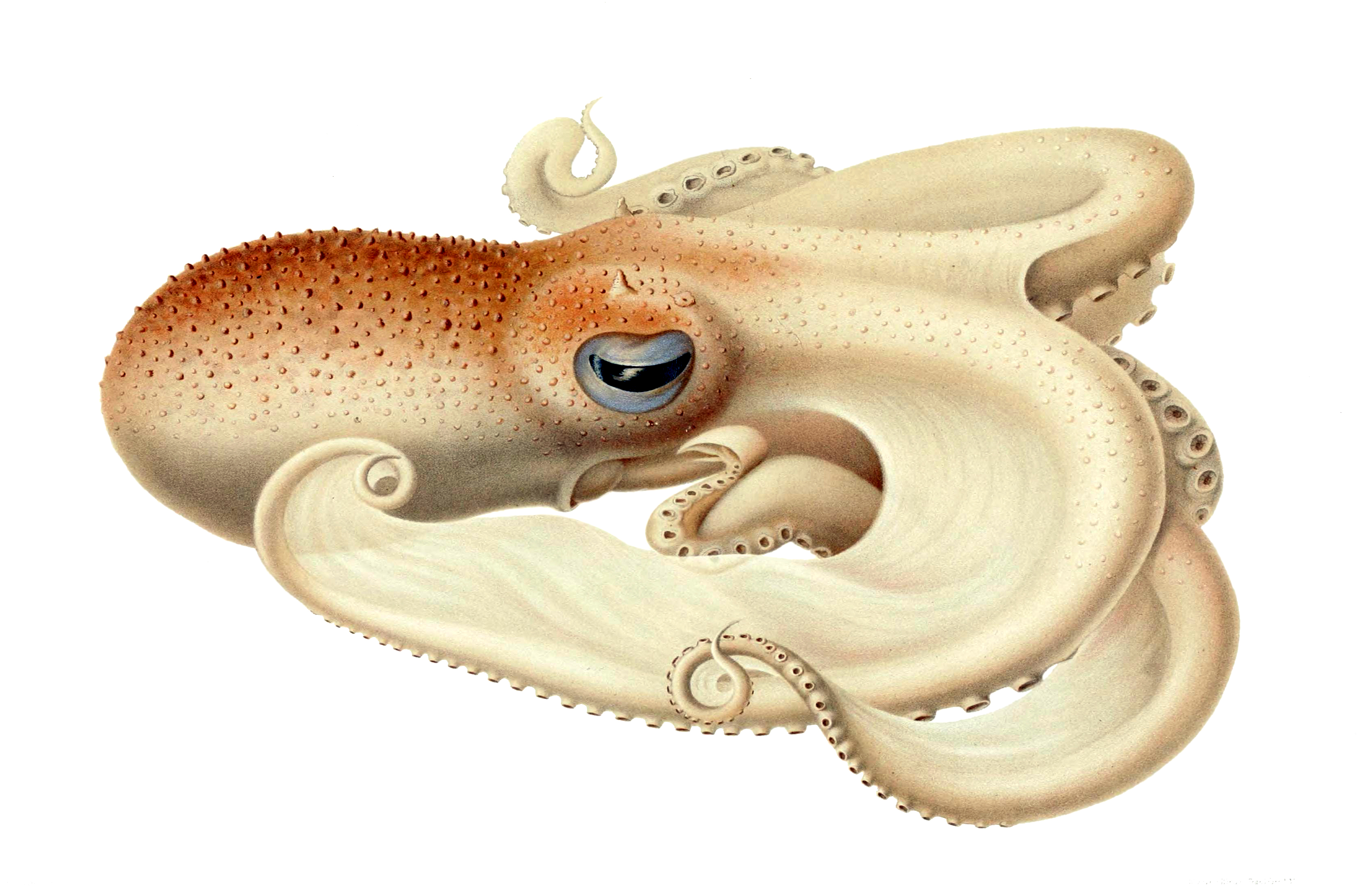
Velodona togata en 1910.

Ewald Rübsa(a)men, né le 20 mai 1857 à Haardt et mort le 17 mars 1919 à Coblence, est un naturaliste allemand.

## Biographie
Rübsamen était le fils d'un mécanicien Rübsamen Franz et de sa femme Mathilde Franz. Il étudie d'abord à l'école élémentaire de Wiedenau, et plus tard dans une école secondaire à Siegen, où il obtint l'Abitur.
Le souhait de son père, le propriétaire d'une usine d'outils d'exploration, était que son fils reprenne l'affaire, il intègre en 1875 l'École Technique Supérieure de Karlsruhe pour étudier les mathématiques. Après quatre semestres, il quitte l'université et se consacre, avec le consentement des parents, à sa vocation artistique. Il retourne dans son pays natal et s'installe à Siegerland où il est formé à l'école normale d'instituteurs de Hilchenbach pour devenir professeur d'art.
À partir de 1878, il travaille dans une école publique de Steinhauserberg, mais qui devint privé au printemps 1879. Pendant ce temps Rübsamen commença, en tant qu'autodidacte, une étude intensive de la botanique et de la zoologie. Il s'intéresse particulièrement aux galles et à la famille des cécidomyies.
Après la mort de son père en 1891, toute la famille s'installe à Berlin. Il y travaille d'abord comme professeur d'art. Sa mère, cependant, le pousse à poursuivre ses études de botanique. Il finit par trouver un emploi à l'Institut de physiologie végétale de l'Agricultural College. En parallèle, il assiste de 1892 à 1893, à la Royal Art School, où obtient un diplôme. Sans être payé, il travaille au Museum d'histoire naturelle de Karl Möbius et plus tard devint son assistant de recherche dans le domaine de l'entomologie. Entre autres choses qu'il décrit dans un certain nombre de représentations de plantes et de leurs agents pathogènes. À l'occasion de l'Exposition internationale d'horticulture de 1897 à Hambourg, où il expose plus de 100 de ses œuvres, il est récompensé par la ville de Hambourg avec la médaille d'or du Mérite. À partir de 1909 dans le Land de Rhénanie, Rübsamen travaille pour la lutte contre le phylloxéra de la vigne. En 1912, le ministère de l'Agriculture lui décerne le titre de professeur et en 1917 il devient membre de l'Académie allemande des sciences Leopoldina à Halle.
Ses dernières années sont marquées par la maladie. Il souffre de problèmes cardiaques et pulmonaires et d'œdèmes. Le 17 mars 1919, il meurt à l'âge de 61 ans.